# نیونت
longitudeنیونتlatitudeنیونت
نیونت (به انگلیسی: Newent) یک شهرک در بریتانیا است که در انگلستان واقع شده‌است.

## خصوصیات
نیونت ۵٬۰۷۳ نفر جمعیت دارد.